# Donald Shea
Donald Jerome Shea, noto anche con lo pseudonimo di "Shorty" (Massachusetts, 18 settembre 1933 – Chatsworth, 26 agosto 1969), è stato un attore e stuntman statunitense vittima degli omicidi commessi dalla "famiglia" Manson nel 1969. Il luogo della sepoltura del suo cadavere rimase ignoto fino al 1977, otto anni dopo la sua morte. Charles Manson e i membri della Family Steve "Clem" Grogan e Bruce Davis furono condannati per il suo omicidio. Tex Watson, Bill Vance, e Larry Bailey (alias Larry Giddings) furono anch'essi sospettati di aver preso parte al reato, ma mai ufficialmente incriminati.

## Biografia
Donald Shea nacque in Massachusetts il 18 settembre 1933. Vi sono prove significative che Shea avesse avuto un figlio, di nome Ray o Roy, con una donna di nome Judith Ellen Lawson, che morì nella prima infanzia nel 1960 nella contea di Hood, Texas. Si trasferì in California per intraprendere una carriera d'attore cinematografico, ma finì per lavorare principalmente come cowboy lavorante presso lo Spahn Movie Ranch. Shea era un ex stuntman che sognava di diventare un attore famoso di Hollywood, ma secondo molti suoi amici, non si arrese mai nel rincorrere il suo sogno. Dal dicembre 1954 al giugno 1956 fu un militare dell'aeronautica statunitense (n. 11 270 704 AF). Alto circa 1.93, e per questo scherzosamente soprannominato "Shorty" ("corto") dagli amici, lavorò come buttafuori, uomo di fatica e lavorante presso lo Spahn Ranch, un vecchio ranch cinematografico in disuso che si era trasformato in un'attrazione turistica per le passeggiate a cavallo. In aggiunta al suo lavoro al ranch, Shorty lavorò anche in qualche film di Hollywood come comparsa o controfigura ed in alcuni film erotici per adulti.
Notoriamente Shea andava d'accordo con gli altri impiegati del ranch. Quando la Manson Family si trasferì nello Spahn Ranch, inizialmente egli coabitò amichevolmente con loro, ma Charles Manson cominciò a guardarlo di traverso perché era sposato con una donna afroamericana di nome Magdalena. Manson odiava e non si fidava dei neri, e rimase disgustato dagli amici di Magdalena che arrivarono con lei al ranch. La donna rimase solo qualche settimana allo Spahn prima di ripartire per Las Vegas, lasciando da solo il marito. A seguito dei dissidi con Manson, Donald Shea decise di aiutare George Spahn, il proprietario ottantenne quasi cieco del ranch, a cacciare la Family quando i problemi con la legge del gruppo cominciarono ad andare fuori controllo.

### Omicidio

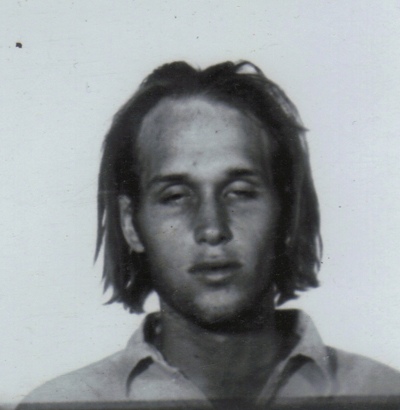
Steve "Clem" Grogan, uno degli assassini di Shea, in una foto segnaletica del 1969

Donald "Shorty" Shea fu assassinato il 26 agosto 1969. Manson aveva deciso che doveva morire perché credeva che Shea li avesse denunciati alla polizia, dato che il 16 agosto nel ranch c'era stata una retata e molti membri della Family erano stati arrestati con l'accusa di furto d'auto. Bruce Davis dichiarò che la decisione di uccidere Shea era stata presa da Manson in quanto lo considerava una "spia". Manson ordinò a Davis, Tex Watson, e Clem Grogan di condurlo in una zona isolata del ranch. Secondo Davis, egli sedette sul sedile posteriore insieme a Grogan, che quindi colpì in testa Shea con una chiave inglese e poi Watson lo pugnalò. Portarono il ferito verso una collina dietro il ranch e continuarono ad accoltellarlo e torturarlo brutalmente fino a quando morì. Egli fu ucciso perché temevano che l'uomo potesse denunciarli alla polizia.
Altro movente per l'omicidio potrebbe essere stata una violenta lite tra Charles Manson e Shea, conclusasi con una colluttazione ai danni di Manson, avvenuta nella casa di Gresham Street a Canoga Park, California, che Manson raccontò a Bill Vance ed a vari altri membri della Family. Windy Bucklee, moglie del lavorante dello Spahn Ranch Randy Starr, era stata picchiata da Charles Manson per essersi rifiutata di prestare il suo furgone a Manson e Vance per delle rapine. Nei giorni precedenti, la polizia aveva interrogato la Bucklee a proposito di una serie di rapine nelle quali era stato identificato il suo mezzo. Realizzando che Manson e Vance avevano utilizzato il suo furgone per effettuare delle rapine, decise di non prestarglielo più. Quando Shea venne a sapere che Manson aveva aggredito la donna, andò a Gresham Street e picchiò Manson minacciandolo inoltre di non farsi più vedere allo Spahn Ranch. Secondo i partecipanti all'omicidio di Shea, Bruce Davis e Steve "Clem" Grogan, anche Bill Vance e Larry Bailey presero parte al crimine.

### Indagini e cattura
In tribunale, l'ex membro della Family Barbara Hoyt testimoniò di aver udito delle urla che la terrorizzarono così tanto da farle decidere di fuggire dalla setta, credendo che sarebbe stata la prossima vittima: «Erano circa le 10 di sera quando ho sentito un lungo, straziante, terrificante urlo», disse, «Poi ci fu silenzio per circa un minuto e poi le urla arrivarono ancora e ancora, sembravano continuare all'infinito, non ho dubbi sul fatto che Shorty fosse stato assassinato in quel momento». Quando Shea morì, Grogan lo seppellì, secondo i primi racconti smembrandolo in nove pezzi.
La testimonianza della Hoyt circa l'ora della presunta morte di Shea e delle sue urla, era in contraddizione con il rapporto ufficiale della polizia stilato secondo i resoconti dei presunti assassini Davis e Grogan. Windy Bucklee, recentemente intervistata, confermò che Donald Shea non era il tipo da mettersi a gridare supplicando pietà, e che avrebbe invece lottato fino alla fine. Il 9 dicembre 1969, l'auto di Shea, una Ford Mercury del 1962, venne ritrovata abbandonata con a bordo un paio di stivali da cowboy insanguinati, e furono rinvenute delle impronte digitali di Bruce Davis sulla carrozzeria.

### Ritrovamento dei resti
Lo scheletro di Shea fu scoperto nel dicembre 1977 nei pressi di una collina vicino a Santa Susana Road, accanto allo Spahn Ranch. Steve "Clem" Grogan, uno dei condannati in carcere per l'omicidio, accettò di collaborare con le autorità e disegnò una mappa per indicare dove fossero sepolti i resti di Donald "Shorty" Shea. Contrariamente a quanto dichiarato in precedenza da alcuni membri della Family, Shea non era stato decapitato e fatto a pezzi. Secondo il resoconto dell'autopsia, il suo corpo era stato colpito da numerose coltellate, erano presenti ferite al petto e alla gola e un grosso trauma da oggetto contundente alla testa. Shea aveva 35 anni quando fu ucciso. I suoi resti sono stati sepolti nel cimitero Angeles Abbey Memorial Park di Los Angeles, California.

## Filmografia parziale
- The Fabulous Bastard from Chicago, regia di Greg Corarito (1969) (non accreditato)